# Synalpheus agelas
Synalpheus agelas is een garnalensoort uit de familie van de Alpheidae. De wetenschappelijke naam van de soort is voor het eerst geldig gepubliceerd in 1979 door Pequegnat & Heard.